# Данило (Павловський район)
Данило (рос. Данило) — хутір у Павловському районі Воронезької області Російської Федерації.
Населення становить 652 особи. Входить до складу муніципального утворення Красне сільське поселення.

## Історія
Населений пункт розташований у межах суцільної української етнічної території, на теренах Східної Слобожанщини.
Від 1928 року належить до Павловського району, спочатку у складі Центрально-Чорноземної області, а від 1934 року — Воронезької області.
Згідно із законом від 15 жовтня 2004 року входить до складу муніципального утворення Красне сільське поселення.

## Населення
| 1859 | 1900 | 1906 | 1980 | 2007 | 2009 | 2010 |
| ---- | ---- | ---- | ---- | ---- | ---- | ---- |
| 130  | ↗483 | ↗663 | ↘524 | ↗643 | ↗665 | ↘652 |